# Zásah (kniha)
Zásah (v originále Persuader) je sedmý román Leeho Childa ze série knih s Jackem Reacherem v hlavní roli. Používá vyprávění v první osobě.

## Děj knihy
Jack Reacher pracuje neoficiálně pro Úřad pro potírání drog (DEA) a jeho úkolem je dostat Zacharyho Becka, který je podezřelý z pašování drog a jeho krytím je obchodování s orientálními koberci. Společně nastraží únos Zacharyho syna, Richarda Becka. Vyděšený Richard Reacherovi plně důvěřuje a požádá jej, aby mu pomohl dostat se domů. Reacher tak získá přístup k Beckovi a nakonec získá i jeho důvěru a začne pro něj pracovat jako osobní strážce. Během své práce v utajení musí Reacher bohužel eliminovat několik Beckových posluhovačů aby se vyhnul prozrazení. Brzy také zjistí, že není jediným agentem v utajení, který byl na Zacharyho Becka nasazen. Z jeho služebné se vyklube federální agentka, která se snaží získat důkazy o Zacharyho zapojení do pašeráctví zbraní. Když DEA zjistí, že se zmýlila v druhu zboží, s nímž Beck obchoduje, pokusí se Reachera odvolat. Reacher ale odmítne svou misi přerušit, protože jeho hlavní motivací pro zapojení do této neoficiální operace je další šance na dopadení Francise Xaviera Quinna, bývalého důstojníka vojenské rozvědky, který před deseti lety brutálně zohavil a zavraždil bývalou Reacherovu kolegyni z armády. Reacher se po jejich posledním setkání domníval, že Quinn je mrtvý, ale ukázalo se, že se celou dobu mýlil když na něj narazil na veřejnosti. Od jejich posledního setkání uběhlo již deset let a Quinn se čistě náhodou objevil jako šéf Zacharyho Becka v mimořádně výdělečném mezinárodním obchodě se zbraněmi. Později se ukáže, ze Zachary byl do spolupráce s Quinnem přinucen a jeho rodina je terorizována osobními strážci pracujícími pro Quinna. Jako vždy se projeví Reacherova posedlost pomstou, nebo alespoň jeho osobní výklad spravedlnosti, které ho přivedou až za hranici fyzické odolnosti a přijatelného rizika.

## Ohlas
Leslie Doran z deníku The Denver Post napsal, že tento román má „působivý a napínavý začátek“ a že Reacherovi fanoušci „prožijí při čtení úvodních stránek mimořádné napětí“. Patrick Anderson z deníku The Washington Post popisuje tuto knihu jako „ dovedný mix sexu, násilí, sadismu, zbraní, špiónů, pašeráctví, pomsty, klamu, napětí a neustálé akce“, ale také podotýká, že tento román „má několik propozic, které je těžké strávit“. Po krátkém popisu toho jak rychle přečetl předchozí knihy z této série po přečtení Zásahu Dale Jones z deníku The Gazzete jednoduše konstatoval: „Dalo by se říct, že se mi to líbilo“.